# Michaela de la Cour
Michaela Maria Susanne Dornonville de la Cour, ursprungligen Maria Susanne Mikaela Dornonville de la Cour, född 16 augusti 1961 i Raus församling i Helsingborg, är en svensk artist och formgivare. Hon blev i början av 1990-talet känd som medlem i Army of Lovers.

## Biografi

### Bakgrund
Michaela de la Cour tillhör den franskbördiga danska släkten la Cours svenska gren. Fadern Pierre de la Cour är uppfinnare, medan modern Tina de la Cour har verkat som silversmed, träsnidare och konstnär. Michaela de la Cour är även sondotter till industriledaren Bjarne de la Cour. Efter en uppväxt i bland annat Frankrike och Skåne började de la Cour arbeta inom turistnäringen, bland annat i Tärnaby. Hon läste på Lärarhögskolan i Stockholm och arbetade åren 1985–1988 som speciallärare i Stockholm samt 1988–1990 på Adolf Fredriks musikskola i Stockholm. Totalt har hon arbetat som mellanstadielärare under nio års tid.
Michaela de la Cour uppmärksammades första gången 1988 genom att i tidningen Veckorevyn vinna en look-a-like-tävling som Marilyn Monroe. I samband med detta upptäckte designern Camilla Thulin henne. En av hennes arbetsuppgifter blev att visa upp korsetter för Thulin. I början av 1990-talet studerade de la Cour drama vid Lee Strasbergs Actors Studio i USA. År 1994 poserade hon för en egen flickkalender.

### Army of Lovers
I Sverige hade en spricka uppstått i musikgruppen Army of Lovers, vars frontfigur Camilla Henemark ("La Camilla") sparkades från gruppen och Alexander Bard, Jean-Pierre Barda och Camilla Thulin sökte efter en ersättare. Valet föll 1991 på de la Cour, mycket tack vare hennes kontakt med Thulin som gjorde gruppens scenkläder. de la Cour fick sjunga in "Ride the Bullet" samt spela in en video till sången. Året därpå, 1992, blev Army of Lovers en kvartett, när gruppen utökades med Dominika Peczynski. Trots framgångarna med gruppen valde de la Cour 1995 att lämna gruppen. Hon ersattes då av sin företrädare Camilla Henemark.

### Senare år
Michaela de la Cour har senare givit ut musik i eget namn. År 2000 spelade hon in musiksingeln S.O.S. Hon har även haft mindre roller i film, TV och på teater. Under 1995 medverkade hon i Sveriges Televisions komediserie Sjukan och året därpå i scenuppsättningen av Solskenspojkarna på Intiman i Stockholm. 2002 spelade hon gymdrottningen Jenny Kniip i Markoolios barnprogram Dr. Mugg i TV4. 2011 hade hon en mindre roll i filmen Lögner att älska.
År 1989 började Michaela de la Cour med smyckesdesign på eget företag, en verksamhet som hon på senare år återigen ägnat mer tid åt. Det första året gjorde hon tre smycken till Svensk Damtidnings 100-årsjubileum, 2011 formgav hon Motorförarnas Helnykterhetsförbunds medalj för "Årets trafikhjälte". Hon sysslar också med bildkonst. 2010 korades de la Cour till Mrs Sweden och fick representera Sverige vid den påföljande Mrs World-tävlingen.

## Diskografi

### Singlar
- Rumours And Lies (1997)
- S.O.S (2000)
- Back on Earth (2008)
- HomoSapien (2011)
- Robot Lover (2011)
- Marilyn (2012)
- Xmas (2013)
- Feel 2014
- Happy Birthday 2015

## Skådespelarroller

### Film
- Lögner att älska (2011)

### TV
- Sjukan (1995)
- Dr. Mugg (2002)

## Teater

### Roller
| År   | Roll                     | Produktion                  | Regi        | Teater  |
| ---- | ------------------------ | --------------------------- | ----------- | ------- |
| 1996 | Läspande sketchsköterska | Solskenspojkarna Neil Simon | Hans Klinga | Intiman |